# مانويل يوري
مانويل يوري (بالإيطالية: Manuel Iori)‏ (مواليد 12 مارس 1982 في فاريزي - إيطاليا) لاعب كرة قدم إيطالي يلعب حاليا لصالح نادي الدرجة الأولى كييفو فيرونا الإيطالي منذ 2009 في مركز الوسط المدافع .

## روابط خارجية
- مانويل يوري على موقع قاعدة بيانات كرة القدم.إي يو (الإنجليزية)
- مانويل يوري على موقع Soccerway.com (الإنجليزية)
- مانويل يوري على موقع عالم كرة القدم.نت (الإنجليزية)
- مانويل يوري على موقع كووورة